# Old Blue Rugby Football Club
Ne doit pas être confondu avec Old Blues RFC.
Maillots
Actualités
Le Old Blue of New York RFC est un club de rugby à XV des États-Unis participant à l'Atlantic Rugby Premiership, plus connu comme l'A.R.P..  Il est situé à New York.

## Palmarès
- Champion de la Men's D1 Championship en 1996.
- Finaliste de la Rugby Super League en 1997 et 1998.

## Joueurs actuels
Avants : German Leonardo Fasanella, Brandon Croley, Chris Sullivan, Trevor Cassidy, Sam Scroggins, Ben Bacon, Gari Gatling, Jordan Badia-Bellinger.
Arrières : Nate Augspurger, Luke Hume, Marcus Henderson, Andrew Suniula, Jasper Wilson, Fitzjames Adams, Kane Gillies.
Remplaçants : Andrew Kozak, James Murray, Henry Clouston, Chris Otundo, Kevin McCorry II, Stephen Smith.

## Joueurs emblématiques
- Mike Saint Claire